# Rotonde de Saint-Maurice
La rotonde de Saint-Maurice est une rotonde ferroviaire servant de dépôt de locomotives à treize places desservies par une plaque tournante, liée à la gare de Saint-Maurice (canton du Valais), en Suisse.
Construite en 1905 par les Chemins de fer fédéraux suisses, elle abrite actuellement du matériel roulant historique de la fondation pour le patrimoine historique des Chemins de fer fédéraux suisses.

## Historique
La rotonde de St-Maurice fut construite en 1905. Équipée d'une plaque tournante motorisée de 18 mètres de diamètre, elle pouvait dès sa mise en service abriter treize locomotives et remplaça l’ancienne zone de dépôt et sa plaque tournante de 1859.
Quelque peu modifié en 1958, le dépôt fut fréquenté par différents types de véhicules tout au long de sa carrière. Tout d'abord prévu pour les locomotives à vapeur, il reçut les locomotives électriques dès 1925, à l'occasion de l'électrification du tronçon Vallorbe-Lausanne-Sion. Proche de la gare de triage de St-Triphon, mise en service en 1963, la remise accueillit également entre 1967 et 1981 les Ce 6/8II « Crocodile » n° 14267, 14274-14283 transformées en locomotives de manœuvre,. Elle abrita enfin des locomotives et des wagons marchandises retirés du service, ainsi que la locomotive E 3/3 du «Rive-Bleue-Express» durant les périodes hivernales.
Les festivités de «À Toute Vapeur» en 1991 et celles du 150e anniversaire des chemins de fer suisses en 1997 furent l'occasion de remettre le dépôt en valeur, dont les voies furent à nouveau remplies, comme autrefois, par des locomotives historiques. L'édifice, certes classé monument historique, ne fut malheureusement pas restauré comme la rotonde de Delémont pour ce 150e anniversaire. Les démarches pour le transformer en musée sur la Ligne du Simplon, n'ont quant à elles jamais abouti.
De nos jours, la remise abrite la collection de véhicules du Team des Locomotives CFF Historiques de Lausanne, association qui collabore directement avec CFF Historic. Dans son rapport d'activité 2022, cette dernière fondation annonce qu'un projet de rénovation concernant l'édifice sera lancé dans le courant de l'année 2023.

## Caractéristiques[6]
- Année de construction : 1907
- Surface : 1200 m2
- Plaque tournante : manuelle, puis motorisée
- Diamètre de la plaque tournante : 18 mètres
- Dernière révision de la plaque tournante :  juin 1998, remplacement du moteur et de la commande en mai 2015
- Nombre de places : 13, dont 6 électrifiées
- Longueur des voies intérieures : 20 mètres
- Longueur des voies extérieures : respectivement 40, 85 et 92 mètres

## Matériel roulant[6]
| Matériel moteur   | Matériel moteur               | Matériel moteur   | Matériel moteur | Matériel moteur                                   | Matériel moteur                                    |
| Image             | Type                          | numéro            | Année           | Utilisation                                       | Etat actuel                                        |
| ----------------- | ----------------------------- | ----------------- | --------------- | ------------------------------------------------- | -------------------------------------------------- |
|                   | Ae 3/6 III "Moyenne Sécheron" | 10264             | 1926            | Trains omnibus                                    | En état de marche, a fêté ses 90 ans en 2016       |
|                   | Ae 4/7                        | 10976             | 1931            | Tous types de trains                              | En état de marche                                  |
|                   | Ae 3/6 I                      | 10700             | 1927            | Tous types de trains                              | En attente de révision                             |
|                   | TmI                           | 480               | 1964            | Manœuvre                                          | En état de marche                                  |
|                   | Te 1/2 (1A)                   | E 74              | 1907            | Manoeuvre                                         | En état de marche                                  |
| Matériel remorqué |                               |                   |                 |                                                   |                                                    |
|                   | Db "Sputnik"                  | 60 85 99 29 221-6 |                 | Voiture d'accompagnement de train de marchandises | En restauration                                    |
|                   | J3 "23074"                    | 40 85 94 21 009-3 | 1907            | marchandises, wagon couvert                       | en état de marche                                  |
|                   | K2                            | 40 85 94 05 074-7 | 1905            | marchandises, wagon couvert                       | en état de marche                                  |
|                   | K3 "43686"                    | 40 85 94 45 200-0 | 1916            | marchandises, wagon couvert                       | En état de marche                                  |
|                   | K4 "49361"                    | 40 85 95 25 036-1 | 1959            | marchandises, wagon couvert                       | En état de marche                                  |
|                   | K4 "51610"                    | 40 85 95 25 037-9 | 1959            | marchandises, wagon couvert                       | En état de marche                                  |
|                   | L6 "57186"                    | 40 85 94 25 049-5 | 1918            | marchandises, wagon tombereau                     | En état de marche                                  |
|                   | XGms "534471"                 | 40 85 94 02 000-5 | 1918            | wagon citerne                                     | En état de marche                                  |
|                   | M6 "67587"                    | 40 85 94 25 050-3 | 1912            | marchandises, wagon plat à ranchers               | Actuellement exposé au Musée Suisse des Transports |
| P 520267          | P "520267"                    | 40 85 94 02 001-3 | 1916            | transport du vin                                  | En état de marche                                  |
|                   | Ucs “276”                     | 21 85 9104 276-5  | 1965            | wagon-silo pour marchandises pulvérulentes        | En état de marche                                  |